# Mod (jeu vidéo)
Pour l’article homonyme, voir Mod.
 (septembre 2010).
Si vous disposez d'ouvrages ou d'articles de référence ou si vous connaissez des sites web de qualité traitant du thème abordé ici, merci de compléter l'article en donnant les références utiles à sa vérifiabilité et en les liant à la section « Notes et références ».
Un mod (abréviation de modification) est une modification par une personne tierce d'un jeu vidéo existant, se présentant sous la forme d'un greffon qui s’ajoute à l'original, pour ajouter une fonctionnalité ou modifier les fonctionnalités existantes. Lorsque le mod modifie radicalement l'univers du jeu initial, le transformant complètement pour créer un nouveau jeu, il s'agit d'une total conversion (anglais pour « transformation totale »).
Un auteur de mod est appelé un moddeur.

## Histoire
L'un des premiers jeux à prendre en charge les modifications par des utilisateurs sous forme de package était Lode Runner (1983), qui comprenait un éditeur de niveaux permettant aux utilisateurs de créer et de sauvegarder des niveaux à partager avec d'autres joueurs sur le même ordinateur,.
Wolfenstein 3D (1992) de id Software, l'un des premiers jeux de tir à la première personne, a été publié sous une forme qui ne permettait pas aux utilisateurs de modifier le jeu, mais ces derniers sont parvenus à manipuler les fichiers du jeu pour créer leurs propres niveaux et graphismes. C'est pourquoi, lorsque id Software a développé son jeu suivant, Doom (1993), il a délibérément séparé le moteur de jeu des autres aspects liés aux niveaux et aux graphismes, les plaçant dans un fichier WAD (« WAD » étant l'abréviation de « Where's All the Data? », « Où sont toutes les données ? »). Ainsi, les moddeurs n'avaient besoin de modifier que le fichier WAD pour modifier le jeu, ce qui a donné lieu à de nombreux efforts de modification de Doom. L'approche d'id Software est devenue essentielle pour la modification de jeux vidéo,.

## Principe
Les mods les plus courants se rencontrent sur PC. Ils sont créés par le grand public et tout utilisateur d'un ordinateur est susceptible d'en créer un.
Contrairement aux jeux sur consoles, qui peuvent être de véritables boîtes noires, les jeux vidéo sur ordinateur sont parfois créés avec l'idée de permettre aisément leur modification. Pour cela, ils peuvent être fournis avec un kit de développement (comprenant par exemple un éditeur de carte), accompagné d'une documentation.
Certains développeurs vont jusqu'à inclure un éditeur spécifique facilitant leur création. C'est le cas en particulier des jeux de rôle The Elder Scrolls III: Morrowind, The Elder Scrolls IV: Oblivion ou Neverwinter Nights. Dans le cas de ce dernier, le jeu entier est un mod conçu avec l'éditeur de module, et ce sont ces modules qui ont, au fil du temps, constitué le principal intérêt du jeu.
Pour les jeux les plus orientés mods (Half-Life, Quake, The Elder Scrolls III: Morrowind, Crysis, Neverwinter Nights, Grand Theft Auto, The Elder Scrolls V: Skyrim), il est possible de modifier tout ce qui ne touche pas au moteur de jeu : les caractéristiques des objets, des armes et des ennemis, l'intelligence artificielle, les modèles 3D, les textures, le son, les cartes, le gameplay, le scénario et les règles du jeu. Ces jeux peuvent être jouables seul et/ou en multijoueur.
Les lots de textures haute résolution améliorent l'aspect visuel, on parle alors par anglicisme de « pack HiRes ».
Tous les mods ne sont pas finis et les mods ainsi abandonnés avant même d'atteindre le public sont qualifiés de vaporware. Un des plus fameux fut Star Wars Quake, qui ne fut jamais distribué malgré six années de développement.
Minecraft constitue un cas particulier puisqu'un système de support simplifié des mods a bien été créé, mais par la communauté de joueurs elle-même au fil des années, et non pas par les développeurs en tant qu'élément officiel.

## Typologie
Les mods peuvent prendre différentes formes. Certains sont au sens strict des modifications du code du jeu original. Ainsi des total conversions (« conversions totales ») comme Garry's Mod ou Black Mesa, qui sont toutes deux issues de Half-Life 2, mais sont très différentes et décorrélées entre elles.
À l'inverse, certains jeux sont capables de charger plusieurs mods à la fois, indépendants les uns des autres. On parle alors parfois d'add-ons[réf. nécessaire]. Ceux-ci communiquent avec le jeu au moyen d'une interface de programmation (API), qui leur permet d'ajouter du contenu sans modifier eux-mêmes le code interne au jeu. Sont ainsi évités des conflits entre mods ainsi que des problèmes liés à la propriété intellectuelle, car les mods ne dépendent que de l'interface de programmation du jeu et n'embarquent pas de code du jeu original. Les jeux vidéos offrant un support officiel pour le modding ont généralement recours à cette approche, par exemple Starbound. Dans le cas de Minecraft, dont la version pour PC ne propose pas d'API de modding officielle, la communauté a elle-même créé des gestionnaires de mods (comme Forge, Quilt ou Fabric.)

## Principaux genre de jeux vidéo concernés
Des mods sont notamment créés pour les jeux de tir à la première personne tels que Quake, Doom, Tribes, Unreal Tournament, Halo, Half-Life, Battlefield 1942 et Battlefield 2.
Les jeux de stratégie en temps réel ont eux aussi de nombreux mods, notamment les séries Total War, Dawn of War, Warcraft III, Total Annihilation, Command and Conquer et Sudden Strike.
Les jeux vidéo de rôle, enfin, sont également très propices à la création de mods (saga The Elder Scrolls et autres exemples mentionnés plus haut)
Minecraft est également soutenu par une communauté active de moddeurs.

## Publication et commercialisation
Par leur nature, les mods posent des problèmes similaires aux fanfictions : la publication de mods est soumise aux droits d'auteur, car ils incluent des parties du jeu original (voire d'un autre mod) ou en sont dépendants.
Les mods peuvent cependant nourrir un regain d'intérêt pour un jeu vidéo et augmenter sa durée de vie, améliorer sa conception, adapter sa difficulté, ou offrir au joueur une personnalisation. Ils peuvent également suppléer une équipe de développement réduite en lui apportant des compétences. À ce titre, la créativité du public peut continuer à développer le jeu en tant qu’œuvre d'art. Les mods peuvent ainsi être un facteur de réussite commerciale.
Certains éditeurs tolèrent donc la diffusion gratuite de mods pour leurs jeux, explicitement (notamment Blizzard) ou non, et autorisent parfois la commercialisation des mods. C'est le cas pour les mods Starcraft: Insurrection, Sudden Strike 2: Hidden Stroke (APRM), Counter-Strike, commercialisés avec l'accord des auteurs du jeu sur lequel ils sont basés.
Le fait que la création de mods soit tolérée (voire encouragée) sans véritable autorisation a déjà posé des problèmes de légalité dans le cas de Minecraft, notamment en août 2014, lorsque Mojang a jugé que la vente en multijoueur, contre de l'argent réel, d'un avantage via un mod constituait une transgression des CGU.
Internet permet de faire connaître les mods facilement et de les distribuer à faibles coûts. Certaines plateformes de distribution de jeux vidéo, telles que Steam à travers son Steam Workshop, permettent aux créateurs de mods de partager gratuitement leurs créations avec la communauté. La diffusion peut également se faire via des plateformes indépendantes ou des forums.

## Mods célèbres
- Counter-Strike, un mod du jeu vidéo Half-Life, est probablement le plus célèbre. En 2003 un million de parties étaient organisées tous les jours sur des serveurs du jeu[réf. nécessaire] ;
- Defense of the Ancients, un mod de Warcraft 3, a été téléchargé par plus de dix millions de joueurs[10],[11] et a inspiré le jeu League of Legends ;
- Red Orchestra: Ostfront 41-45 est à l'origine un mod conçu pour Unreal Tournament 2003/2004. Il s'agit même d'une « total conversion » : le joueur n'est plus plongé dans l'univers SF d'Unreal, mais se retrouve sur le front de l'Est durant la Seconde Guerre mondiale. Ce mod a fini par être commercialisé en version standalone (c'est-à-dire ne nécessitant pas l'installation préalable du jeu d'origine) en mars 2006 ;
- Killing Floor est à l'origine un mod de Unreal Tournament ;
- les mods Forgotten Hope 2, Desert Combat, Operation Peacekeeper, Project Reality pour Battlefield 1942. Les créateurs de Desert Combat ont par la suite été engagés par DICE pour développer Battlefield 2 ;
- des bots ont été créés pour Wolfenstein: Enemy Territory ;
- Third Age Total War est une reconversion complète du jeu très modé Medieval 2: Total War : Kingdoms ;
- le mod Advanced Combat Environment d'ARMA II modifie en profondeur le gameplay et rajoute de nombreuses armes et unités ;
- le jeu Minecraft jouit de plus de 250 000 mods créés par la communauté pour la communauté. Aucun mod officiel n'a vu le jour ; cependant, les plus populaires sont parfois intégrés au jeu, tels les mods Piston[12], Mo'Creatures[13] et TooManyItems ;
- Black Mesa, mod de Half-Life 2, est un remake du premier Half-Life avec le moteur graphique Source (utilisé notamment pour Half-Life 2). Sorti le 14 septembre 2012 après 8 ans de développement, ce mod n'est pas finalisé car il n'inclut encore pas les derniers niveaux du jeu original. La bande originale du jeu a été intégralement refaite pour l'occasion par Joe Nielsen et est disponible gratuitement sur le site des développeurs. Ce mod, dans sa version utilisant le moteur Source de 2013, ne requiert pas l'achat d'un quelconque épisode de Half-Life, un compte steam et le kit de développement de Source (distribué gratuitement sur Steam) suffisent ;
- Project M est un mod de Super Smash Bros. Brawl dont la scène compétitive a dépassé celle du jeu original.
- Equestria at War (EaW) est un mod de Hearts of Iron 4 sorti le 31 juillet 2017. Il est situé dans l'univers de My Little Pony : Les amies, c'est magique.